# 359 Georgia
359 Georgia este un asteroid din centura principală, descoperit pe 10 martie 1893, de Auguste Charlois.